# Tilly Metz
Tilly Metz (ur. 26 maja 1967 w Luksemburgu) – luksemburska polityk, nauczycielka i samorządowiec, posłanka do Parlamentu Europejskiego VIII, IX i X kadencji.

## Życiorys
Ukończyła szkołę średnią w Luksemburgu, a w 1990 psychologię w instytucji oświatowej Institut libre Marie Haps w Brukseli. W 1994 została absolwentką psychopedagogiki na Université catholique de Louvain. W latach 1993–1994 była urzędniczką w ministerstwie zdrowia. W 1994 podjęła pracę nauczycielki w LTPES, szkole technicznej kształcącej w zawodach pedagogicznych i społecznych. W 2014 dołączyła do kierownictwa tej placówki, a w 2017 została powołana na jej wicedyrektora. W międzyczasie była również wykładowczynią na Uniwersytecie Luksemburskim (2004–2006) i koordynatorką w resorcie spraw wewnętrznych (2012–2014). Objęła funkcję prezesa Multiple sclerose Lëtzebuerg, organizacji działającej na rzecz osób chorujących na stwardnienie rozsiane.
Zaangażowała się w działalność polityczną w ramach Zielonych, była m.in. rzecznikiem prasowym tej partii. W latach 2005–2011 zajmowała stanowisko burmistrza Weiler-la-Tour. W 2017 zasiadła w radzie miejskiej Luksemburga.
W 2014 bez powodzenia kandydowała do Europarlamentu. Mandat posłanki do PE VIII kadencji objęła jednak w czerwcu 2018, zastępując Claude’a Turmes’a, który objął stanowisko sekretarza stanu w administracji rządowej. Utrzymała go również w wyniku wyborów w 2019. W PE dołączyła do frakcji  Zieloni – Wolny Sojusz Europejski, podjęła pracę m.in. w Komisji Ochrony Środowiska Naturalnego, Zdrowia Publicznego i Bezpieczeństwa Żywności oraz Komisji Transportu i Turystyki. W 2024 została wybrana na kolejną kadencję Europarlamentu.